# Incidente ferroviario di Borki
L'incidente ferroviario di Borki avvenne il 17 ottobre 1888 (29 ottobre 1888 secondo il calendario gregoriano), vicino alla stazione di Borki nell'ex governatorato di Char'kov nell'Impero russo (l'attuale Birky, distretto di Čuhuïv, Oblast' di Charkiv, Ucraina), a 295 chilometri a sud di Kursk, quando il treno imperiale che trasportava lo zar Alessandro III di Russia e la sua famiglia dalla Crimea a San Pietroburgo deragliò ad alta velocità. Ventuno persone morirono sul posto e due in seguito, e molte altre rimasero ferite. Secondo la versione ufficiale degli eventi, lo zar Alessandro sorresse sulle spalle il tetto crollato della carrozza reale, consentendo alla sua famiglia di uscire illesa dal luogo dell'incidente. La storia della miracolosa fuga divenne parte della tradizione contemporanea e della propaganda governativa. L'indagine sull'incidente, guidata da Anatoly Koni, ha portato alla nomina del direttore delle ferrovie e futuro primo ministro dell'Impero russo Sergej Vitte come direttore delle Ferrovie dello Stato.

## L'incidente

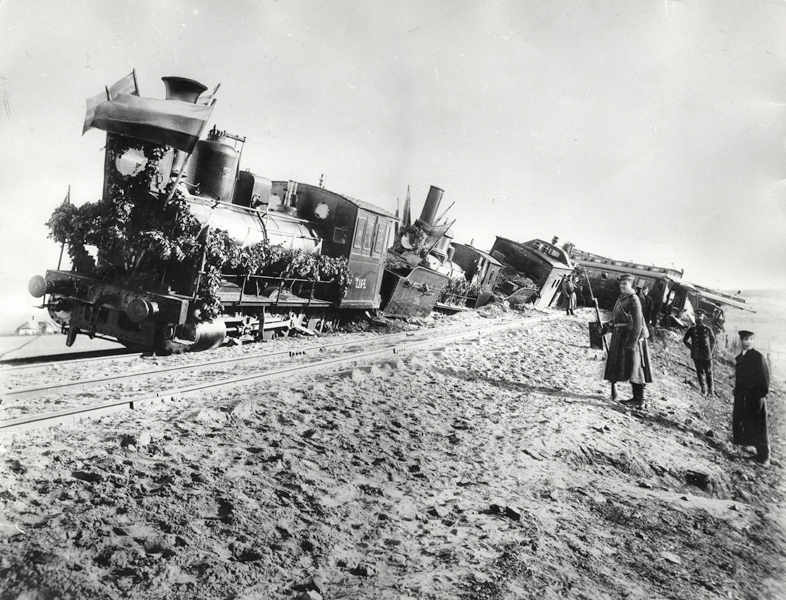
Il treno deragliato

La famiglia imperiale era in viaggio dalla Crimea a San Pietroburgo. Contrariamente alle regole ferroviarie del periodo che limitavano i treni passeggeri commerciali a 42 assi, il treno imperiale di quindici carrozze aveva 64 assi. Il suo peso rientrava nei limiti fissati per i treni merci, ma in realtà il treno viaggiava a velocità espresse ed era trainato da due locomotive a vapore, una combinazione che causò pericolose vibrazioni che, secondo Sergej Vitte, provocarono direttamente il deragliamento. I difetti tecnici del treno reale erano noti in anticipo, ma aveva funzionato per quasi un decennio senza incidenti.
Ventuno persone sono state uccise sul colpo. Secondo i rapporti ufficiali, corroborati dalle memorie di Sergej Vitte, al momento dello schianto la famiglia reale era nel vagone ristorante. Il suo tetto è crollato nell'incidente e Alexander ha tenuto i resti del tetto sulle sue spalle mentre i bambini scappavano all'aperto. Inizialmente nessuno della famiglia reale sembrava essere ferito, ma l'inizio dell'insufficienza renale di Alessandro fu in seguito collegato al trauma contusivo subito a Borki.

## Pubblicità
La sopravvivenza dei Romanov fu celebrata. Quando Alexander tornò a San Pietroburgo e si recò alla Cattedrale di Kazan, gli studenti universitari vollero sganciare la sua carrozza e tirarla a mano.

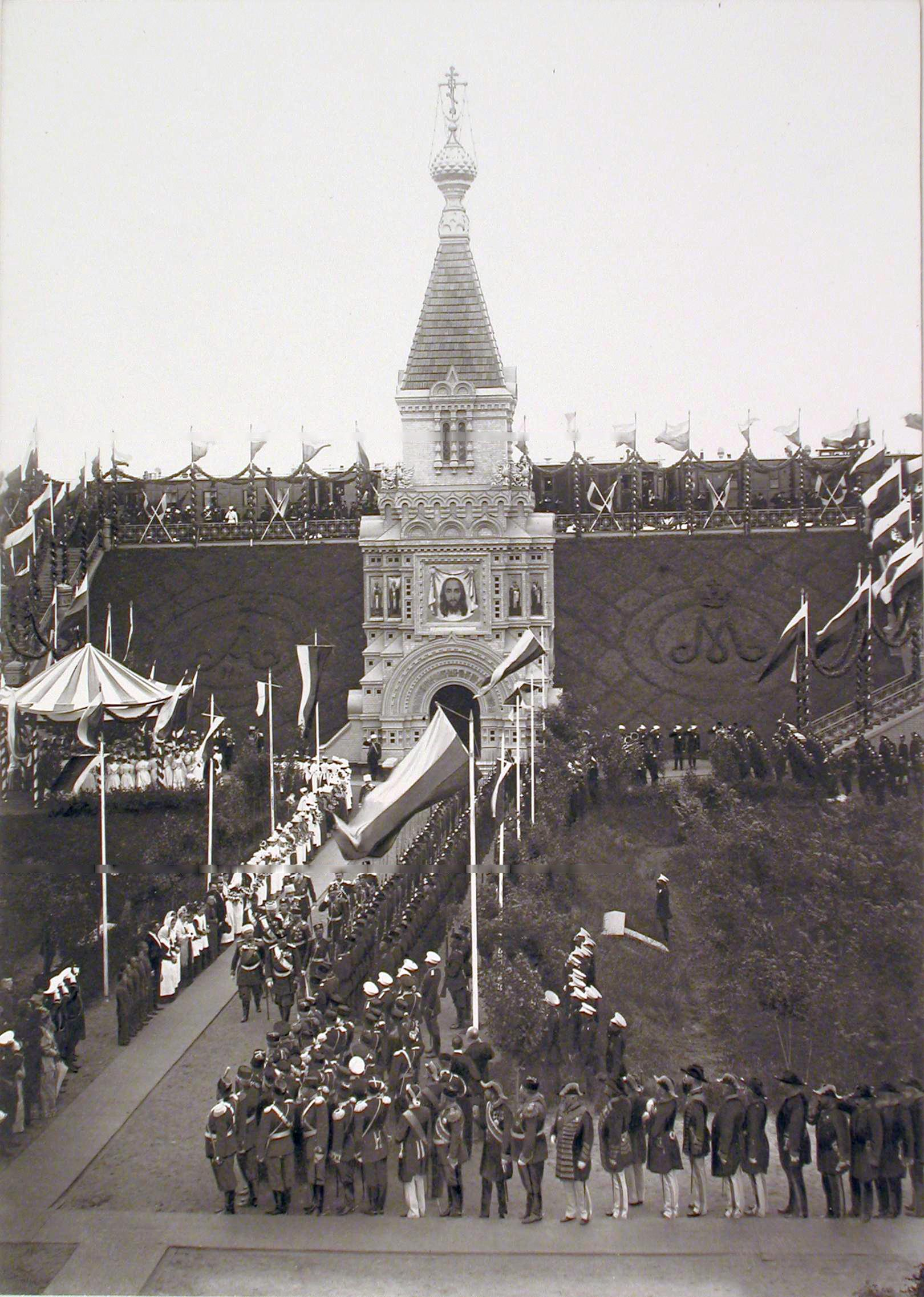
Consacrazione della Cattedrale di Borki e della relativa cappella antistante, presso il luogo dove avvenne l'incidente, alla presenza del sovrano stesso nel 1894.

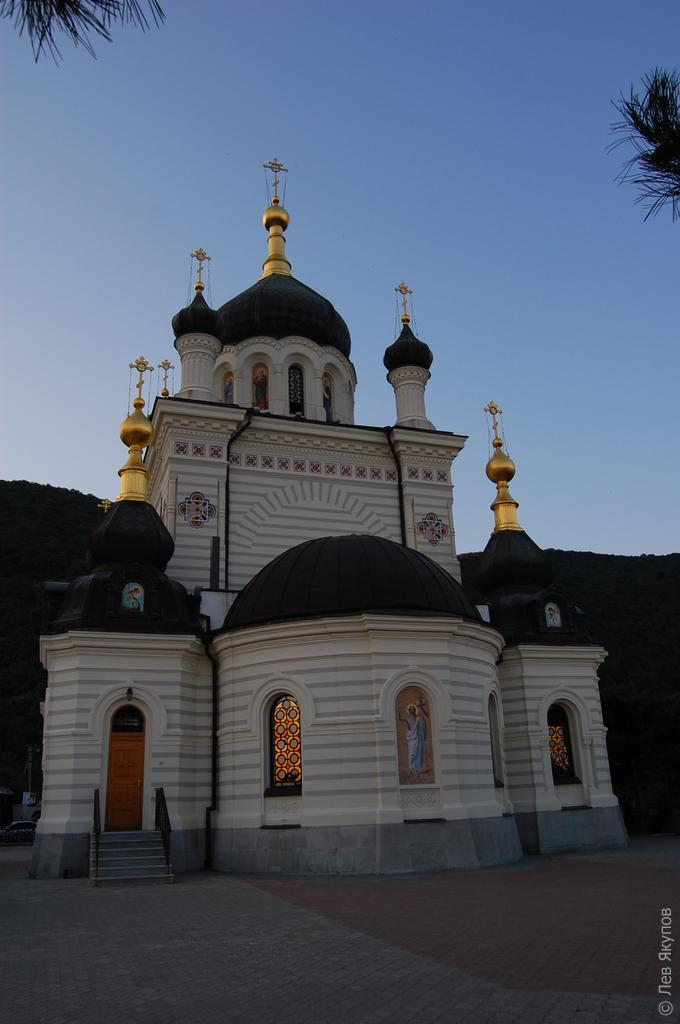
La Chiesa della Resurrezione a Foros (Jalta) è una delle tante chiese costruite per glorificare Dio per la sopravvivenza dello Zar.

Nella visione della religione costituita, la salvezza della famiglia imperiale fu salutata come intervento divino del Sovrano. Gli opuscoli dei sacerdoti collegarono la miracolosa fuga ai miracoli delle icone del XVII secolo alla fine della grande peste del 1654-1655; i laici credevano che le preghiere davanti a queste icone consentissero la sopravvivenza dello zar. Un'icona speciale della Grazia di Dio il 17 ottobre, realizzata per l'occasione, ampiamente diffusa in copie fotografiche. Mosca, l'antico santuario dell'Ortodossia, fu percepita come la fonte del miracolo; un pamphlet contemporaneo dichiarava che il "potere che Mosca aveva professato e che l'aveva esaltata revocava queste leggi [di Natura]".

## Indagine

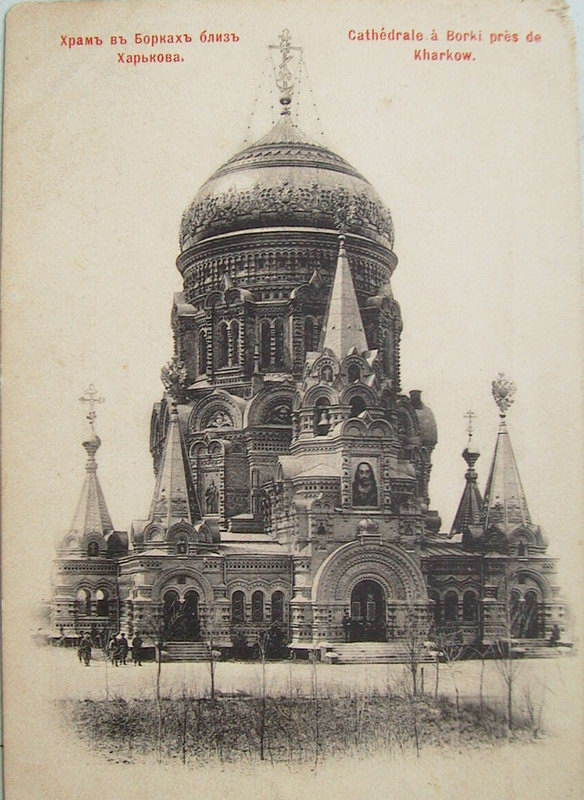
La Cattedrale di Borki è stata costruita per commemorare l'evento. Le sue repliche meno elaborate includono la Chiesa dell'Epifania (San Pietroburgo) e la Cattedrale ortodossa di Harbin.

Subito dopo l'incidente, l'ispettore capo delle ferrovie, il barone Šerval, che stava viaggiando sul treno reale e si era rotto una gamba nell'incidente, convocò il direttore delle ferrovie Sergej Vitte e il direttore dell'Istituto Politecnico di Charkiv Victor Kirpičev per condurre le indagini sul posto. Anatoly Koni, un influente avvocato pubblico, fu inviato da San Pietroburgo in seguito.
Negli anni precedenti, Vitte era stato regolarmente coinvolto nella gestione dei viaggi in treno imperiale attraverso la sua ferrovia ed era ben noto allo zar. Due mesi prima dello schianto, lo zar Alessandro, sconvolto dall'insistenza di Vitte nel ridurre i limiti di velocità dei treni, aveva pubblicamente rimproverato lui e la sua ferrovia, riferendosi all'etnia dei suoi proprietari: "In nessun altro luogo la mia velocità è stata ridotta; la tua ferrovia è impossibile perché è una strada ebraica". Secondo Vitte, aveva già avvertito il governo delle carenze nella configurazione dei treni, in particolare utilizzando motori a vapore accoppiati e berline difettose.
I tre inquirenti non erano d'accordo sulla causa diretta dell'incidente. Vitte ha insistito sul fatto che fosse causato dall'eccesso di velocità, esonerando la gestione della ferrovia; Kirpičev incolpò le traverse di legno marce, mentre Koni spostò la colpa sulla ferrovia, scagionando i funzionari statali. Vitte, in particolare, ha manovrato tra l'incolpare i funzionari statali e l'esonero dal ministro delle Comunicazioni Konstantin Possiet. Alla fine, Alessandro preferì chiudere il caso in silenzio, permise a Šerval e Possiet di ritirarsi e nominò Vitte direttore delle ferrovie imperiali. Nonostante gli sforzi di Witte, la gestione della ferrovia non è sfuggita all'attenzione del pubblico. L'appaltatore che ha costruito la linea Kursk-Charkov, Samuel Polyakov, morto due mesi prima dell'incidente, è stato postumo legato alla qualità di costruzione inferiore della ferrovia. Il pubblico particolarmente "attribuì" a lui che incagli ghiaia zavorra pastiglie che non è riuscito a pista cuscino vibrazioni come avrebbero dovuto.